# Jost Amman

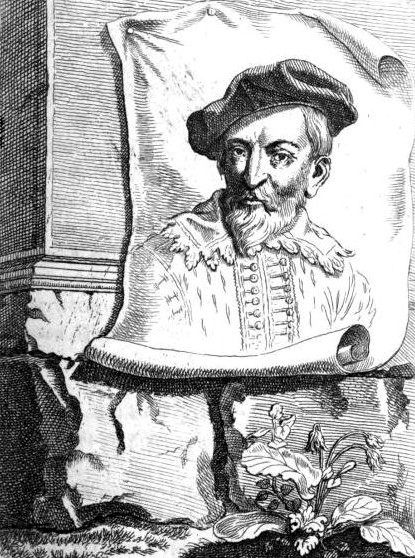
Jost Amman

Jost Amman, auch Jobst Amman und latinisiert Jodocus Amman (* 1539 in Zürich; † März 1591 in Nürnberg), war ein schweizerisch-deutscher Zeichner, Kupferätzer und -stecher, Formschneider, Maler und Buchautor.

## Leben
Der gebürtige Schweizer Amman, dessen Vater der evangelische Geistliche Johann Jakob Ammann war, kam 1561 nach Nürnberg, um mit Virgil Solis zusammenzuarbeiten. Als dieser bereits ein Jahr später starb, hinterließ er trotz der von seiner Witwe weitergeführten Werkstatt eine Lücke, in die Amman recht bald hineinwuchs. 1577 erhielt er das Bürgerrecht der Stadt und lebte dort bis zu seinem Tod. Er gilt als einer der bedeutendsten Zeichner und Formschneider seiner Zeit. Er gab zahlreiche Bücher mit Holzschnitten heraus, unter anderem Stammbücher, Turnierbücher, Kriegsbücher, Wappenbücher, Trachtenbücher, Kräuterbücher, Arzneibücher, Tierbücher und Hebammenbücher. Zudem schuf er Illustrationen zur Bibel, zu Ausgaben antiker und zeitgenössischer Autoren und zu Sachbüchern verschiedenster Bereiche, unter anderem zu religiösen und historischen Themen, zu juristischen Themen wie dem Jagd- und Forstrecht, zum Ackerbau und zur Jagdkunst. Seine Holzschnitte zeichnen sich durch die elegante, etwas manierierte Schlankheit der Figuren aus. Durch die detailgenaue Beobachtung und alltagsnahe Darstellung etwa von Berufen und Trachten ist sein umfangreiches Werk auch von kulturhistorischem Interesse.
Amman fertigte zudem Visierungen an (etwa für Glasmalereien und architektonische Details der Neubaukirche, Würzburgs Universitätskirche) und verfasste auch kunsttechnische und kunsttheoretische Schriften.

## Werke (Auswahl)

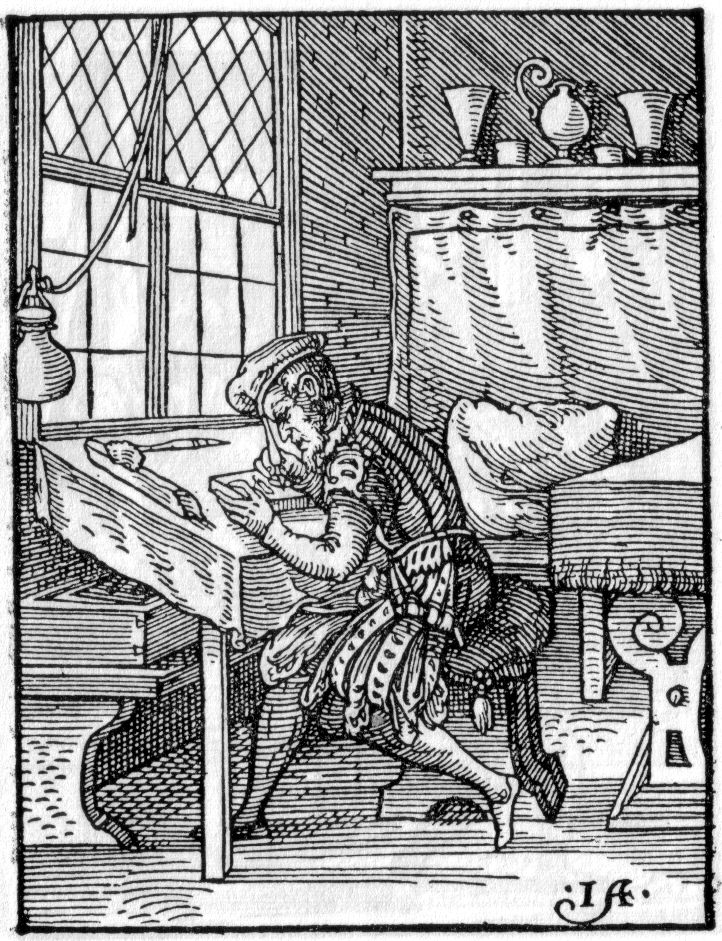
Der Formschneider, Holzschnitt aus dem Ständebuch

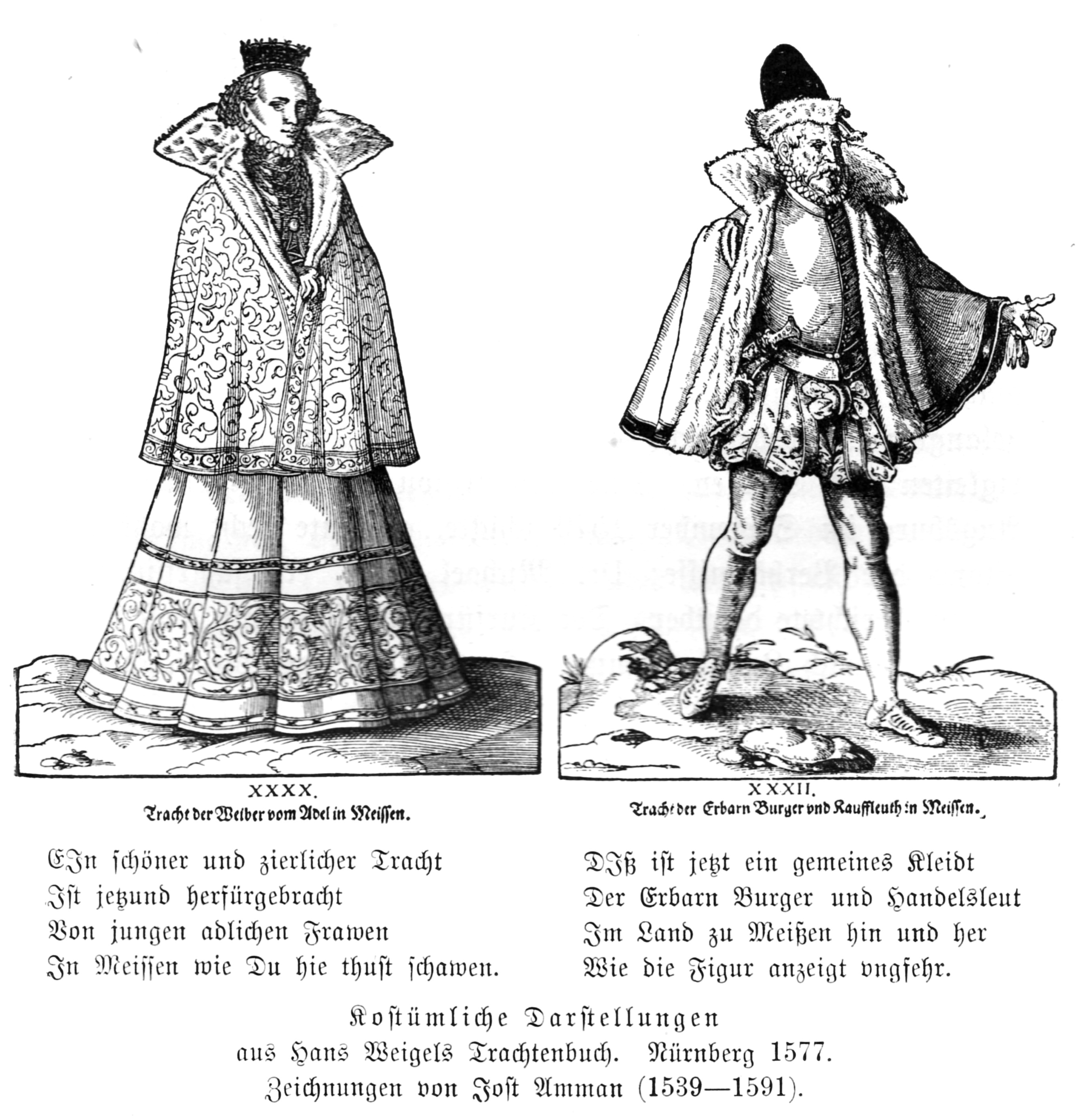
Kostümliche Darstellungen aus dem Nürnberger Trachtenbuch (1577)

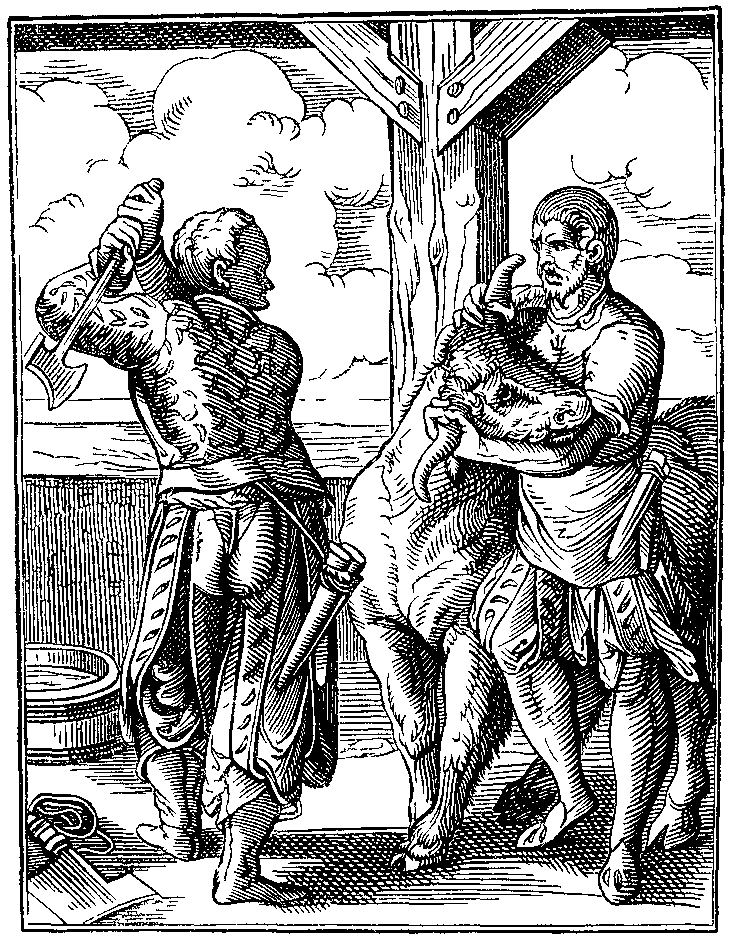
Metzger und Geselle bei der Schlachtung eines Rinds (aus dem Ständebuch)

### Illustrationen
- Caij Plinij Secundi, Des fürtrefflichen Hochgelehrten Alten Philosophi Bücher und schrifften von der Natur, art und eigenschafft der Creaturen oder Geschöpffe Gottes (erscheinen 1565 als deutsche Übersetzung der Naturalis historia)
- Titus Liuius, Vnd Lucius Florus. Von Ankunfft vnd Vrsprung deß Römischen Reichs : der alten Römer herkommen, Sitten, Weyßheit... (1568, deutsche Übersetzung der römischen Geschichte Ab urbe condita des Livius und der Epitome des Florus)
- Eygentliche Beschreibung aller Stände auff Erden hoher und nidriger, geistlicher und weltlicher, aller Künsten, Handwerken und Händeln... (Ständebuch, Holzschnittserie mit Versen von Hans Sachs, 1568)
- Leonhardt Fronsperger: Von Wagenburg und Feldtleger (1573)
- Hans Weigel: Habitus praecipuorum populorum tam virorum quam feminarum singulari arte depicti (Nürnberger Trachtenbuch, 1577) Digitalisat
- Insignia Sacrae Caesareae Majestatis (Wappen- und Stammbuch, 1579)
- Gynaeceum sive theatrum mulierum. Dt.: Im Frauwenzimmer wirt vermeldt von allerley schönen Kleidungen und Trachten der Weiber [...]. Franckfurt am Main, Sigmund Feyrabends, 1586 (Frauentrachtenbuch) von Thrasibulus Torrentinus Mutislariensis.
- Charta lusoria (Kartenspielbuch, 1588)
- Wapen vnd Stammbuch Darinnen der Keys. Maiest. Chur vnd Fuersten Graffen Freyherrn deren vom Adel etc [...]  (Wappen- und Stammbuch, Frankfurt am Main, Sigmundt Feyrabendt, 1589) als Digitalisat online bei der Martin-Luther-Universität Halle-Wittenberg.

### Sonstige Werke
- Kunnst und Lehrbüchlein für die anfahenden Jungen daraus reissen und malen zu lernen darjnnen allerley Art lustige und artliche fürreissung von Manns und Weybsbildern …
- Künstliche Wolgerissene New Figuren von allerlai Jag vnd Weidtwerck. Reprint von 1582.

### Auktionen
- 1825 in Nürnberg: Ein Markgraf vom Brandenburg, sitzend auf einem reich geschmückten Pferd.
  - Die vier Evangelisten, sitzende Figuren, ihre Evangelien schreibend.
  - Die Apostel ganze Figuren.
  - Allegorische Figuren, Kriegsleute, Kinder, Köpfe, Hirschjagd etc.[2]
  - Geschichte der ersten Eltern, Holzschn. von Jodoc. Amman, von ihm selbst ausgemalt.[3]

### Moderne Ausgaben
- Das Frauentrachtenbuch. Hrsg. von Manfred Lemmer. Insel-Verlag, Leipzig 1972 (= Insel-Bücherei. Band 950).
- Die Frauenzimmer. Die Frauen Europas und ihre Trachten. Nachwort von Curt Grützmacher. Harenberg, Dortmund 1980, ISBN 3-88379-219-5.
- Kartenspielbuch. Charta lusoria. Hirth, München 1880.
- Kartenspiel. Hrsg. von Erwin Kohlmann. Edition Leipzig, Leipzig 1967.
- Kartenspielbuch. Charta lusiora. Hrsg. von Curt Grützmacher. Manutius, Heidelberg 1993, ISBN 3-925678-39-5.
- Kunnst und Lehrbüchlein für die anfahenden Jungen... Faksimileausgabe und Begleitband. Müller und Schindler, Stuttgart 1971.
- Stände und Handwerker. Mit Versen von Hans Sachs. [D.i.:] Eygentliche Beschreibung Aller Stände auff Erden/ Hoher und Nidriger/ Geistlicher und Weltlicher/ Aller Künsten/ Handwercken . verfertigt. Faksimile der Ausgabe (S. Feyerabend) Frankfurt 1568. Georg Hirth, München 1896 (= Liebhaber-Bibliothek alter Illustratoren in Facsimile-Reproduction. Band 7); 2. Auflage: Knorr & Hirth, München 1923.
- Das Ständebuch. Zahlreiche Ausgaben ab 1934 im Insel-Verlag, Leipzig und Frankfurt am Main. Hrsg. von Richard Graul, spätere Ausgaben hrsg. von Manfred Lemmer. Zuletzt 1995, ISBN 3-458-08133-X. (Insel-Bücherei 133/2)
- Hans Sachs, Jost Amman: Das Ständebuch. Hrsg. von Hans Blosen, Perærentzen und Harald Pors. 2 Bände. Aarhus 2009.
- Wappen- und Stammbuch. G. Hirth, München 1923.
- Leonhardt Fronsperger: Von Wagenburg und Feldtleger. Rübsamen, Stuttgart 1968.